# マルターズディオサ
マルターズディオサ（欧字名:Maltese Diosa、2017年2月7日 - ）は、日本の競走馬。主な勝ち鞍に2020年のチューリップ賞、紫苑ステークス。
馬名の意味は、冠名＋女神（スペイン語）。

## 戦績

### 2歳（2019年）
8月3日、新潟競馬場芝1600メートルの新馬戦でデビューし、2番人気で迎えたレースはウーマンズハートの2着。2戦目の未勝利戦で出遅れながらも後方追走から直線で馬場の内から抜け出して先頭に立ち、マイネルシスネロスに半馬身差をつけて初勝利を挙げる。中山競馬場でのサフラン賞でもマジックキャッスルにクビ差競り勝って2連勝とする。
12月8日の阪神ジュベナイルフィリーズ（GI）では6番人気ながら好位追走から脚を伸ばし、レシステンシアの2着となった。

### 3歳（2020年）
3月7日のチューリップ賞（GII）から始動し、レースでは道中2番手につけ残り200メートルで逃げ粘るレシステンシアをかわして先頭に立つと、最後はクラヴァシュドールとの叩き合いをハナ差制して重賞初制覇を飾った。
桜花賞（GI）は重馬場の影響もあり、5番人気でデアリングタクトの8着、マイルから4ハロン（800m）の距離延長で臨んだ優駿牝馬（オークス）（GI）は桜花賞との二冠を達成した勝ち馬デアリングタクトから0.7秒差の10着に敗れた。
秋は秋華賞トライアルの紫苑ステークス（GIII）から始動。春の重賞で相次いで1番人気に推されたものの勝利することができず、春のクラシック参戦を見送ったスカイグルーヴ。オークスで3着となったウインマイティーが同じ5.4倍というオッズで1番人気、2番人気となった。一方マルターズディオサは、9.6倍の5番人気という評価であった。最内枠のショウナンハレルヤが先手を奪い、控えた2番手で進んだ。最後の直線では、逃げたショウナンハレルヤが後退し先頭に。好位の外から進むパラスアテナ、内から進むシーズンズギフトらと争い、差を広げて入線。後方に1馬身4分の1差をつけての勝利であった。重賞2勝目を挙げた。なお、2着パラスアテナ、3着シーズンズギフトと続き、5番人気、10番人気、3番人気という決着。すべての勝馬投票券発売方式で、紫苑ステークス最高の払い戻し金額となった。次走、秋華賞は新馬戦以来の逃げる競馬をするが、7着に敗れる。
次走は初の古馬との対戦となる阪神カップに出走、先行して粘りこみダノンファンタジーに1馬身3/4差の2着に入る。

### 4歳（2021年）
始動戦として初の1200m戦出走となった高松宮記念は8着に敗れた。続くヴィクトリアマイルは中団から競馬をしたが9着に敗れる。
夏の休養を経て、9月12日の京成杯オータムハンデキャップでは8着と精彩を欠いていたが、10月16日の府中牝馬ステークスでは3着と久々に好走した。
暮れのターコイズステークスでは8着に終わり、この年を終えた。

### 5歳（2022年）
5歳初戦として東京新聞杯に出走し15着、そしてラストランとなった中山記念に初の中2週で出走し12着と惨敗した。
その後、3月2日付で競走馬登録を抹消した。引退後は生まれ故郷の天羽禮治牧場で繁殖牝馬となる。

## 競走成績
以下の内容はnetkeiba.comの情報に基づく。
| 競走日     | 競馬場 | 競走名         | 格   | 距離（馬場）  | 頭 数 | 枠 番 | 馬 番 | オッズ （人気） | 着順 | タイム （上り3F） | 着差 | 騎手      | 斤量 [kg] | 1着馬（2着馬）         | 馬体重 [kg] |
| ---------- | ------ | -------------- | ---- | ------------- | ----- | ----- | ----- | --------------- | ---- | ----------------- | ---- | --------- | --------- | ---------------------- | ----------- |
| 2019.08.03 | 新潟   | 2歳新馬        |      | 芝1600m（良） | 16    | 2     | 4     | 004.40（2人）   | 02着 | R1:36.8（33.3）   | -0.6 | 0田辺裕信 | 54        | ウーマンズハート       | 436         |
| 0000.08.31 | 新潟   | 2歳未勝利      |      | 芝1600m（稍） | 18    | 6     | 12    | 002.70（1人）   | 01着 | R1:34.3（33.8）   | -0.1 | 0田辺裕信 | 54        | （マイネルシスネロス） | 440         |
| 0000.09.29 | 中山   | サフラン賞     | 1勝  | 芝1600m（良） | 9     | 8     | 9     | 005.30（4人）   | 01着 | R1:34.3（33.8）   | -0.0 | 0武豊     | 54        | （マジックキャッスル） | 440         |
| 0000.12.08 | 阪神   | 阪神JF         | GI   | 芝1600m（良） | 16    | 5     | 9     | 043.70（6人）   | 02着 | R1:33.5（35.9）   | -0.8 | 0田辺裕信 | 54        | レシステンシア         | 444         |
| 2020.03.07 | 阪神   | チューリップ賞 | GII  | 芝1600m（良） | 14    | 8     | 13    | 015.30（4人）   | 01着 | R1:33.3（33.9）   | -0.0 | 0田辺裕信 | 54        | （クラヴァシュドール） | 444         |
| 0000.04.12 | 阪神   | 桜花賞         | GI   | 芝1600m（重） | 18    | 3     | 5     | 008.10（5人）   | 08着 | R1:37.2（38.8）   | -1.1 | 0田辺裕信 | 55        | デアリングタクト       | 440         |
| 0000.05.24 | 東京   | 優駿牝馬       | GI   | 芝2400m（良） | 18    | 8     | 17    | 051.2（12人）   | 10着 | R2:25.1（34.4）   | -0.7 | 0田辺裕信 | 55        | デアリングタクト       | 434         |
| 0000.09.12 | 中山   | 紫苑S          | GIII | 芝2000m（稍） | 18    | 5     | 10    | 009.60（5人）   | 01着 | R2:02.1（35.8）   | -0.2 | 0田辺裕信 | 54        | （パラスアテナ）       | 446         |
| 0000.10.18 | 京都   | 秋華賞         | GI   | 芝2000m（稍） | 18    | 2     | 3     | 016.00（4人）   | 07着 | R2:01.6（37.4）   | -1.0 | 0田辺裕信 | 55        | デアリングタクト       | 446         |
| 0000.12.26 | 阪神   | 阪神C          | GII  | 芝1400m（良） | 16    | 8     | 16    | 019.80（6人）   | 02着 | R1:20.0（34.5）   | -0.3 | 0田辺裕信 | 54        | ダノンファンタジー     | 450         |
| 2021.03.28 | 中京   | 高松宮記念     | GI   | 芝1200m（重） | 18    | 7     | 15    | 031.50（9人）   | 08着 | R1:09.6（34.5）   | -0.4 | 0田辺裕信 | 55        | ダノンスマッシュ       | 452         |
| 0000.05.16 | 東京   | ヴィクトリアM  | GI   | 芝1600m（良） | 18    | 4     | 7     | 040.80（7人）   | 09着 | R1:32.2（34.0）   | -1.2 | 0田辺裕信 | 55        | グランアレグリア       | 478         |
| 0000.09.12 | 中山   | 京成杯AH       | GIII | 芝1600m（良） | 16    | 4     | 7     | 008.60（4人）   | 08着 | R1:32.4（33.6）   | -0.4 | 0田辺裕信 | 55        | カテドラル             | 448         |
| 0000.10.16 | 東京   | 府中牝馬S      | GII  | 芝1800m（良） | 18    | 7     | 14    | 015.30（8人）   | 03着 | R1:45.8（33.5）   | -0.2 | 0田辺裕信 | 54        | シャドウディーヴァ     | 450         |
| 0000.12.18 | 中山   | ターコイズS    | GIII | 芝1600m（稍） | 16    | 7     | 14    | 006.20（2人）   | 08着 | R1:33.4（35.7）   | -0.6 | 0田辺裕信 | 56        | ミスニューヨーク       | 456         |
| 2022.02.06 | 東京   | 東京新聞杯     | GIII | 芝1600m（良） | 15    | 3     | 4     | 054.1（11人）   | 15着 | R1:35.3（36.8）   | -3.0 | 0松岡正海 | 56        | イルーシヴパンサー     | 452         |
| 0000.02.27 | 中山   | 中山記念       | GII  | 芝1800m（良） | 16    | 4     | 8     | 037.00（9人）   | 12着 | R1:48.3（37.8）   | -1.9 | 0戸崎圭太 | 54        | パンサラッサ           | 454         |

## 繁殖成績
|       | 馬名                     | 生年   | 性 | 毛色   | 父                       | 馬主 | 厩舎 | 戦績           |
| ----- | ------------------------ | ------ | -- | ------ | ------------------------ | ---- | ---- | -------------- |
| 初仔  | マルターズディオサの2023 | 2023年 | 牡 | 黒鹿毛 | ドレフォン               |      |      | （デビュー前） |
| 2番仔 | マルターズディオサの2024 | 2024年 | 牡 | 黒鹿毛 | ブリックスアンドモルタル |      |      |                |

- 2024年9月26日現在

## 血統表
| マルターズディオサの血統       | マルターズディオサの血統                                     | マルターズディオサの血統                                     | （血統表の出典）                                             | （血統表の出典） |
| 父系                           | サンデーサイレンス系                                         | サンデーサイレンス系                                         | サンデーサイレンス系                                         | [ § 2 ]          |
| 父 キズナ 2010 青鹿毛 日本     | 父の父ディープインパクト 2002 鹿毛                           | *サンデーサイレンス                                          | Halo                                                         | Halo             |
| 父 キズナ 2010 青鹿毛 日本     | 父の父ディープインパクト 2002 鹿毛                           | *サンデーサイレンス                                          | Wishing Well                                                 |                  |
| 父 キズナ 2010 青鹿毛 日本     | 父の父ディープインパクト 2002 鹿毛                           | *ウインドインハーヘア                                        | Alzao                                                        | Alzao            |
| 父 キズナ 2010 青鹿毛 日本     | 父の父ディープインパクト 2002 鹿毛                           | *ウインドインハーヘア                                        | Burghclere                                                   |                  |
| 父 キズナ 2010 青鹿毛 日本     | 父の母*キャットクイル Catequil 1990 鹿毛                     | Storm Cat                                                    | Storm Bird                                                   | Storm Bird       |
| 父 キズナ 2010 青鹿毛 日本     | 父の母*キャットクイル Catequil 1990 鹿毛                     | Storm Cat                                                    | Terlingua                                                    |                  |
| 父 キズナ 2010 青鹿毛 日本     | 父の母*キャットクイル Catequil 1990 鹿毛                     | Pacific Princess                                             | Damascus                                                     | Damascus         |
| 父 キズナ 2010 青鹿毛 日本     | 父の母*キャットクイル Catequil 1990 鹿毛                     | Pacific Princess                                             | Fiji                                                         |                  |
| 母 *トップオブドーラ 2004 鹿毛 | 母の父Grand Slam 1995 黒鹿毛                                 | Gone West                                                    | Mr. Prospector                                               | Mr. Prospector   |
| 母 *トップオブドーラ 2004 鹿毛 | 母の父Grand Slam 1995 黒鹿毛                                 | Gone West                                                    | Secrettame                                                   |                  |
| 母 *トップオブドーラ 2004 鹿毛 | 母の父Grand Slam 1995 黒鹿毛                                 | Bright Candles                                               | El Gran Senor                                                | El Gran Senor    |
| 母 *トップオブドーラ 2004 鹿毛 | 母の父Grand Slam 1995 黒鹿毛                                 | Bright Candles                                               | Christmas Bonus                                              |                  |
| 母 *トップオブドーラ 2004 鹿毛 | 母の母Maltese Dianne 2000 黒鹿毛                             | *スピニングワールド                                          | Nureyev                                                      | Nureyev          |
| 母 *トップオブドーラ 2004 鹿毛 | 母の母Maltese Dianne 2000 黒鹿毛                             | *スピニングワールド                                          | Imperfect Circle                                             |                  |
| 母 *トップオブドーラ 2004 鹿毛 | 母の母Maltese Dianne 2000 黒鹿毛                             | Lavish Gift                                                  | *ジェネラス                                                  | *ジェネラス      |
| 母 *トップオブドーラ 2004 鹿毛 | 母の母Maltese Dianne 2000 黒鹿毛                             | Lavish Gift                                                  | Liaison                                                      |                  |
| 母系(F-No.)                    | Miss Carmie系(FN:23-b)                                       | Miss Carmie系(FN:23-b)                                       | Miss Carmie系(FN:23-b)                                       | [ § 3 ]          |
| 5代内の近親交配                | Northern Dancer 5 x 5 ･ 5 = 9.38%、Secretariat 5 x 5 = 6.25% | Northern Dancer 5 x 5 ･ 5 = 9.38%、Secretariat 5 x 5 = 6.25% | Northern Dancer 5 x 5 ･ 5 = 9.38%、Secretariat 5 x 5 = 6.25% | [ § 4 ]          |
| 出典                           | 1. 2. 3. 4.                                                  | 1. 2. 3. 4.                                                  | 1. 2. 3. 4.                                                  | 1. 2. 3. 4.      |